# Verdun-en-Lauragais
Verdun-en-Lauragais è un comune francese di 266 abitanti situato nel dipartimento dell'Aude nella regione dell'Occitania.

## Storia
Il nome del villaggio è di origine gallica, ma non è stato ritrovato alcun documento che menzioni l'insediamento sino all'XI secolo. Tuttavia, la toponomastica di alcuni luoghi suggerisce che una presenza era possibile. Infatti, intorno all'anno 1000, ci fu un'ondata di costruzione e occupazione di alcune posizioni geografiche della regione. La gente si riuniva in piccoli villaggi fortificati, intorno ad una cappella, su una collina. Un luogo che potrebbe corrispondere all'antica località di Verdun è la collina di St Alary situata tra "Les Trois Moulins" e "Cayrejac".
Il 7 agosto 1152, i figli di Hughes di Saissac, signore di Saissac, annunciarono al loro feudatario, il visconte Raymond di Trencavel, che avrebbero costruito un castrum in località di Verdun. Il forte di Verdun si trovava su un promontorio roccioso ad anello formato da due torrenti, il Tenda e il Goutine; tale posizione permetteva di osservare e tenere sotto controllo tutta la pianura fino ai Pirenei. Il paese era circondato da bastioni ed era accessibile da due porte.
Il villaggio divenne un fulcro del catarismo, successivamente affrontato con la crociata albigese. Dopo la conquista dei possedimenti della casata di Trencavel, una rivolta dei piccoli signori locali intorno al 1240 portò il re Luigi IX a fare concessioni parziali che si estesero ad un gran numero di persone proscritte nell'esercito. Jourdain de Saissac, figlio del nobile cataro Bertran de Saissac, in quegli anni riuscì a recuperare la quarta parte della signoria di Verdun. Il 16 luglio 1253, lo vendette a Guillaume Pia, siniscalco di Carcassonne tra il 1248 e il 1252, e signore dei Ferrals fin dal suo acquisto presso l'abbazia di Saint-Papoul. Tra il 1327 e il 1329, Guillaume Pia venne nominato cavaliere e signore di Verdun.
Nel 1305, l'intera popolazione fu deportata a Carcassonne per essere interrogata. Dal 1308 al 1321, tra i 25 credenti bruciati a Tolosa, 5 erano di Verdun. Nel corso dei secoli, Verdun ha occupato un posto importante tra la regione del Lauragais e Montagne-Noire. Nel 1370, Verdun disponeva di un tribunale sotto la cui autorità erano sottoposti 3380 fuochi.
Nel 1856, il borgo aveva 751 abitanti.

## Società

### Evoluzione demografica
Abitanti censiti